# Amber Valletta
Amber Evangeline Valetta (Phoenix, 9 de Fevereiro de 1974) é uma modelo e atriz americana.
Trabalhou para grifes como Louis Vuitton, Versace e Calvin Klein.
Também atuou como atriz no filme Gamer em 2009.
Amber Valetta foi colocada na 16ª posição na lista das 20 modelos-ícones, publicada pelo site Models.com.

## Filmografia

### Cinema
- Revelação (What Lies Beneath) (2000) - Madison Elizabeth Frank
- Drop Back Ten (Drop Back Ten) (2000) - Mindy Deal
- Um Homem de Família (The Family Man) (2000) - Paula
- Perfume (Perfume) (2001) - Blair
- Histeria - A História de Def Leppard (Histeria - The History of Def Leppard) (2001) - Lorelei Shellist
- As Aventuras de Max Keeble (Max Keeble's Big Movie) (2001) - Ms. Dingman
- Duplex (Duplex) (2003) - Celine
- Um Presente para Helen (Raising Helen) (2004) - Martina
- Hitch - Conselheiro Amoroso (Hitch) (2005) - Allegra Cole
- Carga Explosiva 2 (Transporter 2) (2005) - Audrey Billings
- Um cara quase perfeito (Man about Town) (2006) - Brynn Lilly
- O Último Golpe (The Last Time) (2006) - Belisa
- Gritos Mortais (Dead Silence) (2007) - Ella Ashen
- Premonições (Premonition) (2007) - Claire
- My Sexiest Year (My Sexiest Year) (2007) - Marina
- Dias de Ira (Days of Wrath) (2008) - Jane Summers
- Gamer (Gamer) (2009) - Angie
- Missão Quase Impossível (The Spy Next Door) (2010) - Gillian
- Girl Walks Into a Bar (Girl Walks Into a Bar) (2011) - Camila

### Televisão
- Punk'd (participação especial)
- Revenge (2011-2013)